# ملعب كأس العالم بغوانغجو
ملعب كأس العالم بِغوانغجو (هانغل: 광주월드컵경기장) هو ملعب متعدد الأغراض يقع في مدينة غوانغجو الكورية الجنوبية. يُستخدم غالبًا في مباريات كرة القدم. كان الملعب البداية يدعى ملعب كأس العالم غوانغجو عندما استضاف بعض مباريات كأس العالم لكرة القدم 2002. سمي الملعب بعد ذلك بملعب غوس هيدينك تيمناً بمدرب منتخب كوريا الجنوبية غوس هيدينك بعد أن ساعد الفريق بتجاوز نصف النهائي لأول مرة في تاريخه، عقب الفوز على إسبانيا في هذا الملعب.
يعتبر الملعب الرئيسي الذي يخوض فيه نادي غوانغجو مبارياته المنزلية ضمن الدوري الكوري الجنوبي وهو يتسع لجلوس 44,118 شخص.

## وصلات خارجية
- (بالكورية) الموقع الرسمي